# Flicker Records
Flicker Records é uma gravadora cristã, da cidade de Franklin, Tennessee, Estados Unidos, foi fundada por integrantes da ex-banda Audio Adrenaline.

## Biografia
A Gravadora começou distribiundo pela EMI internacional, e em março de 2006, Flicker Records é membro da Provident Label Group uma integrante da Sony BMG, Flicker ainda tem uma subsidiária própria "Big House Kids", para música cristã infatil.
O ramo principal da gravadora é o gênero Rock/Hard Rock, não necessariamente já que T-Bone é um artista de Hip-Hop, Subseven de(Rock/Screamo) Everyday Sunday (pop rock) e Staple (Hard/Rock) são exemplos de banda que já passaram pelo selo, A banda cristã mais conhecida da gravadora é o Pillar,também que agrada há muitos fãs não cristãos, mas também engloba vários bons grupos caso do Fireflight que tem algumas integrantes femininas, Kids in the Way, banda de grande número de fãs de estilo underground e bandas da nova geração eleventyseven, grupo californiano de punk rock, Until June também da California e ainda Nevertheless grupo também de genêro punk rock.

## Artistas Atuais
- eleventyseven
- Fireflight
- Flatfoot 56
- Kids in the Way
- Nevertheless
- Pillar
- Until June
- Wavorly

## Bandas que passaram pelo selo
- Everyday Sunday
- Monk and Neagle
- Mortal Treason
- Phat Chance
- Riley Armstrong
- Royal Ruckus
- Staple
- Stereo Motion
- Subseven
- T-Bone
- The Swift